# Delphinium pavlovii
Delphinium pavlovii är en ranunkelväxtart som beskrevs av R.V. Kamelin. Delphinium pavlovii ingår i släktet storriddarsporrar, och familjen ranunkelväxter. Inga underarter finns listade i Catalogue of Life.